# Mount Garibaldi
Mount Garibaldi ist ein 2678 Meter hoher Schichtvulkan in den Coast Mountains in der kanadischen Provinz British Columbia.
Der stark verwitterte Gipfel-Komplex erhebt sich 64 Kilometer nördlich von Vancouver im Garibaldi Provincial Park. Mount Garibaldi ist der größte Vulkan im Garibaldi-Vulkangürtel, der zum Kaskaden-Vulkanbogen gehört und besteht wie der Glacier Peak in der Kaskadenkette vollständig aus Dazit. Der Berg hat ein einzigartiges unsymmetrisches Aussehen, weil der Hauptgipfel sich auf einem großen Gletschersystem aufhäufte, das inzwischen geschmolzen ist.
Mount Garibaldi hat drei Gipfel:
- der südliche Gipfel Atwell, eine pyramidenförmige Spitze, war während der Vulkanentwicklung Quelle von vielen pyroklastischen Strömen
- Dalton Dome, der nördliche Gipfel, ist etwas höher als Atwell und entstand bei den letzten Ausbrüchen von Dazit
- Columnar Peak.

## Geschichte
Der Mount Garibaldi wurde 1860 durch den britischen Offizier George Henry auf dem Vermessungsschiffs HMS Plumper während der Vermessung des Howe Sounds entdeckt. Dessen Kapitän benannte den Berg nach dem italienischen Freiheitskämpfer Giuseppe Garibaldi. Der Berg wurde erstmals 1907 durch eine Gruppe von sechs Bergsteigern aus Vancouver bestiegen. Der Ausblick und die Umgebung führten zu regelmäßigen Bergsteigercamps im Sommer am Garibaldi Lake, so dass schon 1920 das Gebiet als Park Reserve eingestuft wurde. 1927 wurde der Garibaldi Provincial Park mit einer Größe von 195.000 Hektar gegründet.